# Wang Jie (compositora)

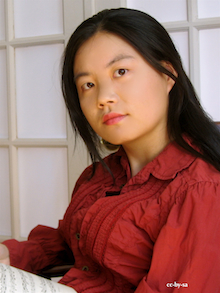
Wang Jie

Wang Jie (n. 1980, Shanghái) es una compositora asio-americana.
Wang Jie nació en Shanghái. A la edad de cinco años ya era niña prodigio tocando el piano. En el año 2000, una beca de la Escuela de Manhattan de Música la llevó a los EE.UU, donde estudió composición con Nils Vigeland y Richard Danielpour. Su trabajo ha sido interpretado a través de los Estados Unidos, Asia, y Europa. También recibió honores y premios de ASCAP, la fundación BMI, el Centro de Música americano, Opera America, y la Manhattan School of Music, entre otros.

## Carrera
Mientras todavía era estudiante, su ópera trágica Nannan fue interpretada por la Ópera de Ciudad de la Nueva York. Flown, ópera de cámara sobre dos amantes que se tienen que separar, fue programada por el Grupo de Teatro de la Música. Su trío de piano, Sombra, el cual dramatiza la vida interior de un niño autista, estuvo programado por el New Juilliard Ensemble.
Como ganadora del primer premio Milton Rock, se le encargó componer el ballet ambientalmente consciente Cinco Fases de la primavera para La Escuela de Rock para Educación de Baile de Philadelphia, y su Muerte de Sócrates ganó el  Premio de Composición Northridge.
Su Sinfonía 1 (Awakening) estuvo programada por la Orquesta de Minnesota en 2010 en el concierto: Futuro Classics.
En julio de 2012 se le otorgó seisenial premio: Elaine Lebenhorn de la Orquesta de Sinfonía de la Detroit.

## Obras

### Para orques
- Deer Cry (2004)
- Three Miniature Pieces for Orchestra (2004)
- Death of Socrates (2006)
- The Book of Songs – Swamp's Shore (2007)
- Fanfare for Orchestra (2007)
- Requiem (2007)
- Symphony No. 1 (2008)
- Five Faces of Joy (2

### Óperas
- Nannan (2007)
- De La Tierra Caída (2015)